# Ragnar Fehr
Carl Ragnar Fehr, född 27 september 1880 i Stockholm, död där 9 juli 1915, var en svensk författare och tidningsredaktör.
Ragnar Fehr var son till prästmannen Fredrik Fehr. Han blev elev vid Högre allmänna läroverket på Södermalm 1890 och var därefter student vid Uppsala universitet 1898–1902. Fehr var lärare vid Göteborgs högre samskola 1902–1904 innan han slog in på journalistbanan. Han var 1905–1906 ordinarie medarbetare vid Göteborgs Handels- och Sjöfartstidning och var tidningens korrespondent från Wien och Paris 1904 och från Paris 1908. Åren 1906–1908 var han redaktör för Göteborgs-Tidningen. Fehr återvände därefter som chef för Göteborgs Handels- och Sjöfartstidnings Stockholmsredaktion 1908–1912. Från 1912 var han andre redaktör för tidningens politiska avdelning.